# Ишкеевское сельское поселение
Ишкеевское сельское поселение — сельское поселение в Мамадышском районе Татарстана.
Административный центр — село Ишкеево.
В состав поселения входят 2 населённых пункта.

## Административное деление
- с. Ишкеево
- с. Васильево